# Rezerwat przyrody Gogolińskie Gniewosze
Rezerwat przyrody Gogolińskie Gniewosze – faunistyczny rezerwat przyrody położony na terenie gminy Gogolin w powiecie krapkowickim (województwo opolskie), obejmujący stanowisko występowania gniewosza plamistego.
Obszar chroniony został utworzony 20 stycznia 2023 r. na podstawie Zarządzenia Regionalnego Dyrektora Ochrony Środowiska w Opolu z dnia 5 stycznia 2023 r. w sprawie uznania za rezerwat przyrody „Gogolińskie Gniewosze” (Dz. Urz. Woj. Op. z 2023 r., poz. 105).

## Położenie
Rezerwat ma 28,18 ha powierzchni. Obszar chroniony obejmuje teren leśny w obrębie ewidencyjnym Kamionek. W niedalekiej odległości znajduje się rezerwat przyrody Kamień Śląski oraz zabudowania cementowni.

## Charakterystyka
Celem ochrony w rezerwacie przyrody jest „zachowanie licznej populacji gniewosza plamistego Coronella austriaca wraz z siedliskiem tego gatunku”. Typ rezerwatu ze względu na dominujący przedmiot ochrony został określony jako faunistyczny, a podtyp – jako gadów (jest to pierwszy rezerwat faunistyczny w województwie opolskim). Natomiast ze względu na główny typ ekosystemu typ określono go jako leśny i borowy, a podtyp – jako podtyp borów mieszanych nizinnych.
Obszar chroniony obejmuje prawdopodobnie najliczniejszą w Polsce populację gniewosza plamistego, liczącą około 150 osobników. Znalazła ona swoje siedlisko w poddanym rekultywacji wyrobisku kopalni wapienia, gdzie występują warunki sprzyjające rozrodowi, wygrzewaniu, zimowaniu i odżywianiu tego gatunku chronionego. Rezerwat tworzy mozaika różnych ekosystemów zawierająca: polany śródleśne z roślinnością kserotermiczną, bór mieszany świeży z przewagą sosny, zbiorniki wodne oraz rumosz skalny. Wśród innych cennych gatunków fauny należą żaba zwinka Rana dalmatina, traszka grzebieniasta Triturus cristatus, rzekotka drzewna Hyla arborea, nadobnik włoski Calliptamus italicus, siwoszek błękitny Oedipoda caerulescens, przewężek błękitny Sphingonotus caerulans, napierśnik torfowiskowy Stethophyma grossum, modliszka zwyczajna Mantis religiosa oraz lecicha mała Orthetrum coerulescens. Do cennych gatunków flory i grzybów należą smardz stożkowaty Morchella conica, pawężnica palczasta Peltigera polydactylon, pawężnica psia P. canina, krynicznik obskubany Nitella syncarpa, mokradłoszka zaostrzona Calliergonella cuspidata, ramienica kosmata Chara hispida i bagniak wapienny Philonotis calcarea.
Według stanu na luty 2023 rezerwat nie ma wyznaczonego planu ochrony ani zadań ochronnych, nie został udostępniony do zwiedzania.